# Nafanga
Nafanga é uma comuna rural da circunscrição de Cutiala, na região de Sicasso ao sul do Mali. Segundo censo de 1998, havia 6 148 residentes, enquanto segundo o de 2009, havia 9 273. A comuna inclui 6 vilas.